# Scandalo del calcio tedesco del 2005
Lo scandalo del calcio tedesco del 2005 ebbe a oggetto la scoperta della corruzione di diversi arbitri per combinare i risultati di alcuni incontri di calcio dei tornei professionistici in Germania.
A seguito della scoperta di tali combine da parte della Federazione, l'arbitro Robert Hoyzer confessò di avere ricevuto denaro per pilotare, tra maggio e dicembre 2004, il risultato di alcune gare della Coppa nazionale, della seconda divisione e della Lega regionale in concorso con altri colleghi.

## Fatti
Quattro arbitri, Lutz Michael Fröhlich, Olaf Blumenstein, Manuel Gräfe e Felix Zwayer, si recarono da alcuni funzionari della DFB perché sospettarono di Robert Hoyzer. La federazione non agì immediatamente, ma dopo aver ottenuto alcune prove, l'arbitro coinvolto venne sospeso dall'attività.
Dal materiale raccolto risulta che Hoyzer avesse incontrato a Berlino tre fratelli croati facenti parte di un'organizzazione di scommesse clandestine.
Il 28 gennaio 2005 vennero arrestati Hoyzer, i tre croati e alcuni giocatori dell'Hertha Berlino, questi ultimi perché sospettati di aver aggiustato il risultato di una gara di Coppa di Germania il 22 settembre 2004, persa 3-2 contro un club di terza divisione (anche se poi verranno scagionati), mentre due degli arbitri che avevano fatto uscire tutto vennero messi sotto scorta e sospesi dalla loro attività per motivi di sicurezza.
A quel punto Hoyzer, principale sospettato, decise di collaborare con la magistratura tedesca, tirando fuori il nome di un altro arbitro (anch'esso corrotto) e di alcuni giocatori croati.

## Gare sotto inchiesta
- Wupperltaler - Werder Brema amatori 1-0 (30 maggio 2004, gara di Terza divisione, arbitro Hoyzer, gara regolare)
- Eintracht Braunschweig - FC St.Pauli 3-2 (5 giugno 2004, gara di Terza divisione, arbitro Hoyzer, gara pilotata ma non venne ripetuta)
- Wolfsburg amatori - Fortuna Düsseldorf 1-1 (11 agosto 2004, gara di Terza divisione, arbitro Hoyzer, gara regolare)

- Hertha Berlino amatori - Arminia Bielefed amatori 2-1 (13 agosto 2004, gara di Terza divisione, arbitro Marks, gara pilotata)
- St.Pauli - VFL 2-3 (14 agosto 2004, gara di Terza divisione, arbitro Hoyzer, gara regolare)
- Paderborn - Amburgo 4-2 (21 agosto 2004, gara di Coppa di Germania, arbitro Hoyzer, gara pilotata)
- Rot-Weiss Hessen - Rot-Weib Efurt 0-0 (27 agosto 2004, gara di Seconda divisione, arbitro Hoyzer, gara regolare)
- Norimberga - LR Ahlen 2-3 (21 settembre 2004, gara di Seconda divisione, arbitro Hoyzer, gara regolare)
- Duisburg - Greuther Fürth 1-0 (26 settembre 2004, gara di Seconda divisione, arbitro Hoyzer, tentativo di pilotare la gara non riuscito)
- LR Ahlen - SV Wacker Burghausen 1-0 (22 ottobre 2004, gara di Seconda divisione, arbitro Hoyzer, gara pilotata)
- KFC Uerdingen 05 - Vfl Osnabrück 1-4 (6 novembre 2004, gara di Terza divisione, arbitro Hoyzer, gara regolare)
- Uterhaching - Saarbrücken 1-3 (28 novembre 2004, gara di Seconda divisione, arbitro Hoyzer, gara pilotata)
- Karlsruher SC - MSV Duisburg 1-3 (3 dicembre 2004, gara di Seconda Divisione, arbitro Marks, gara pilotata)

NB:Le gare in grassetto sono quelle in cui venne provato l'illecito sportivo.

## Decisioni prese

### Giustizia sportiva
A seguito della conclusioni dell'inchiesta penale la federcalcio tedesca prese le seguenti decisioni e squalifiche;
- Robert Hoyzer: radiato.
- Dominik Marks: radiato.
- Torsten Koop: 3 mesi.
- Ripetizione di alcune partite di serie inferiori condizionate dagli arbitraggi.
- Risarcimento di 2 milioni di euro all'Amburgo per l'uscita dalla Coppa dei Germania.
- Designazioni arbitrali due giorni prima delle partite (anziché quattro giorni prima come avveniva fino ad allora).
- Ampio utilizzo del replay in futuro.
- Promozione di arbitri giovani in sostituzione di quelli squalificati.

### Giustizia penale
Nel dicembre 2006 anche la magistratura penale emise le sentenze inappellabili;
- Hoyzer condannato a 29 mesi di carcere.
- Marks condannato a 18 mesi di carcere.
- I tre fratelli croati condannati a 35 mesi di carcere.

## Reazioni internazionali
Lo scandalo fece molto scalpore all'estero visto che mancava poco più di un anno all'inizio del Campionato mondiale di calcio che si sarebbe svolto proprio in terra tedesca, tanto che
Franz Beckenbauer - Presidente del comitato organizzativo del mondiale - i massimi dirigenti dello sport tedesco e alcuni ministri del governo dell'epoca auspicarono fin dall'inizio dell'inchiesta la tolleranza zero nei confronti di chi aveva sbagliato.